# Rumeur de survie
La rumeur de survie, ou légende survivantiste, est le plus souvent une légende ou une croyance se développant à l'occasion de la disparition d'un personnage illustre et colportant qu'il est en réalité toujours vivant, caché volontairement ou enfermé. Aucune des rumeurs de survie « historiques » n'a été confirmée. Et quand la science moderne, notamment par les analyses d'ADN, a pu résoudre l'énigme, la légende n'a pas pour autant nécessairement pris fin.

## Aspect psycho-sociologique
La rumeur de survie peut être, une réaction psychologique face à une disparition jugée intolérable, ou encore une manipulation politique organisée.
Parfois, la conséquence — ou la cause — de la rumeur est l'apparition courante d'un, voire de plusieurs aventuriers usurpant l'identité du disparu et profitant de l'émotion populaire pour tenter de remplacer le héros — faux Baudouin, fausses Jeanne d'Arc, faux Dimitri, faux Louis XVII, par exemple. Dans plusieurs cas, ces rumeurs ont eu des répercussions historiques parfois notables.
Le phénomène peut s'apparenter aux diverses théories du complot.
Alors qu'auparavant elles concernaient surtout des dirigeants politiques ou militaires, les rumeurs de survie se sont plus récemment déplacées sur des personnalités du show business. Leur disparition, parfois brutale, peut paraître si inacceptable pour des admirateurs que la voie est laissée libre à la rumeur.

## Cas célèbres, par ordre chronologique

### Personnages historiques
- Théodose (vers 585-602), fils aîné de l'empereur byzantin Maurice, aurait survécu à l'assassinat de toute la famille impériale par les hommes de Phocas. Le général Narsès, qui s'est récemment élevé contre Phocas en Mésopotamie, exploite cette rumeur et « produit » un faux Théodose avant de proclamer combattre pour ce dernier[1].

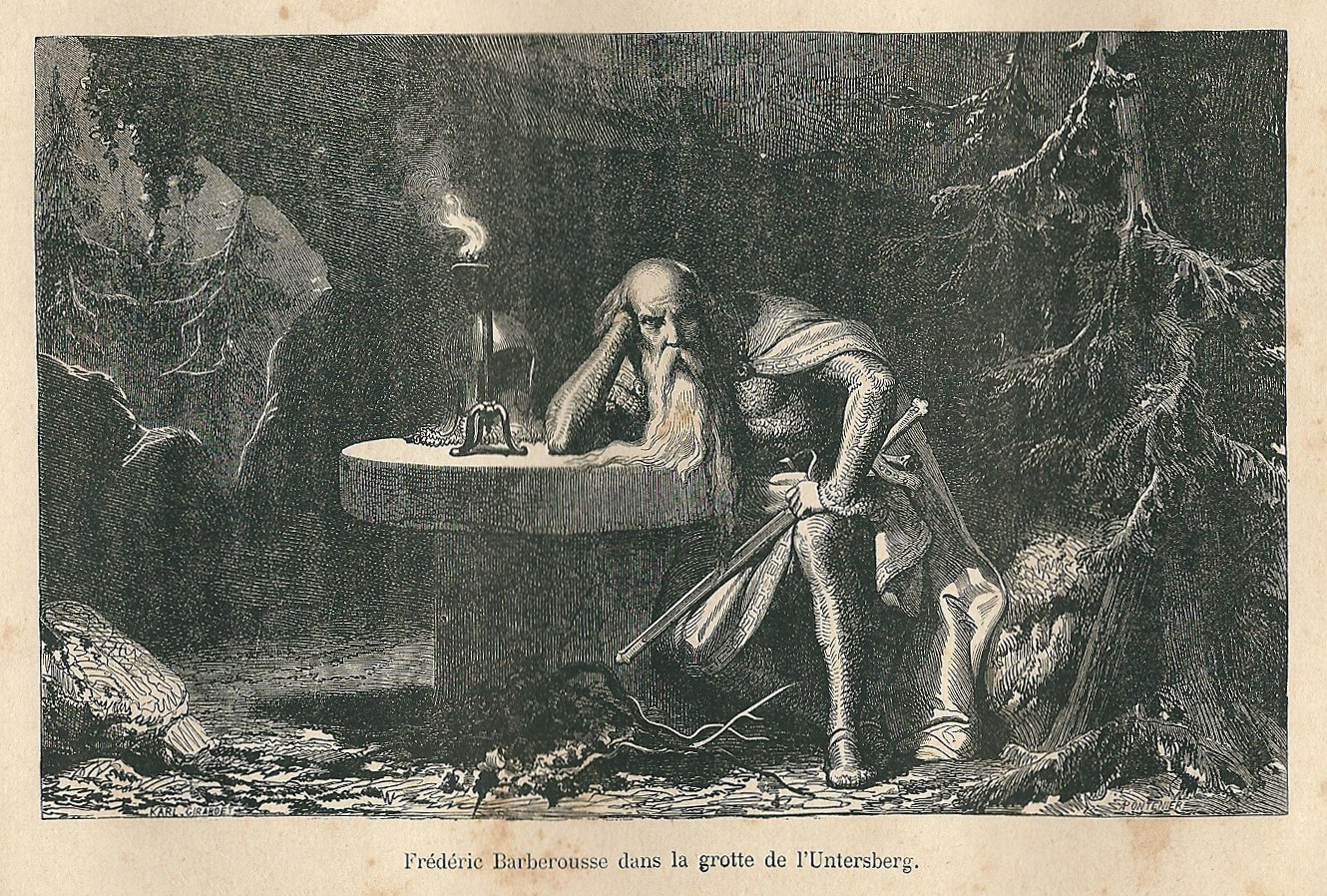
Frédéric Barberousse attendant, selon la légende, l'heure de son retour, dans l'Untersberg. Gravure du XIX. « Lorsque les corbeaux cesseront de voler autour de la montagne, il se réveillera… »

- Quand Frédéric Barberousse se noie le 10 juin 1190 dans le fleuve Saleph au cours de la troisième croisade, le monde germanique ne peut croire à cette mort si brutale et inattendue. La rumeur, puis la légende, le dit endormi avec ses chevaliers dans une caverne dans les montagnes de Kyffhäuser en Thuringe et, lorsque les corbeaux cesseront de voler autour de la montagne, il se réveillera et rétablira l'Allemagne dans son ancienne grandeur. Cette figure quasi-messianique sera encore utilisée par des dignitaires nazis[2].
- Le 15 avril 1205, les Francs sont battus devant Andrinople. Baudouin VI de Hainaut, comte de Flandre et de Hainaut, empereur de Constantinople, est fait prisonnier selon Geoffroi de Villehardouin[3], même si les chroniqueurs Meyer et Raynaldi reconnaissent ignorer s’il est mort au champ d’honneur ou en prison. Si l’on en croit un autre chroniqueur, Nicétas Khoniatès, Baudouin aurait été détenu à Ternobe, puis aurait été abandonné dans une vallée pieds et mains coupés, et serait mort après une agonie de trois jours. Cette version est contestée, et il est plus probable que l’empereur flamand soit mort en prison. Quoi qu'il en soit, sa mort incertaine permit en 1225 à un imposteur, Bertrand Cordel, de se faire passer en Flandre pour l'empereur, censé avoir échappé à la mort en Bulgarie. Le difficile contexte flamand de l'après Bouvines et la captivité du comte Ferrand permit l'aventure. Mais, le roi Louis VIII de France démasque l'imposteur, qui s'enfuit, puis est retrouvé et ramené en Flandre, où il est condamné à mort et étranglé à Lille (fin septembre 1225). Son cadavre fut exhibé au gibet de Loos.
- Jean Ier de France (1316-1316), fils posthume de Louis X le Hutin, est né dans la nuit du 14 au 15 novembre 1316, mais il ne vécut que cinq jours. Quelques années plus tard, la rumeur se répandit que le petit roi Jean n'était pas mort. Pendant la captivité de Jean II, un homme du nom de Giannino Baglioni prétendit être Jean Ier et donc l'héritier de la couronne. Il essaya de faire valoir ses droits mais, fait prisonnier en Provence, cet homme mourut en captivité en 1363 (ce mythe est pris pour réalité dans la suite romanesque Les Rois maudits et notamment son septième tome).
- Jehan de Launay (vers 1340-1381) est une figure de la Révolte de Gand.
- Le bouillant Henry Percy dit Hotspur mène la rébellion contre Henri IV d'Angleterre mais il est tué à la bataille de Shrewsbury le 21 juillet 1403. La rumeur qu'il ne serait pas mort se propage bientôt. En réaction, le roi le fait déterrer et fait exposer son cadavre à Shrewsbury, empalé sur une lance entre deux meules. Son corps fut ensuite découpé en quatre parties exposées aux quatre coins du pays. En novembre, ses restes finissent par être restitués à sa veuve.
- Bien que Jeanne d'Arc ait été brûlée vive en public sur la place du Vieux-Marché à Rouen le 30 mai 1431, de « fausses Jeanne » apparurent postérieurement. La plus célèbre fut Jeanne des Armoises, qui se fit passer pour la Pucelle entre 1434 et 1440, date à laquelle elle admit ensuite publiquement son imposture, à la suite d'une enquête de l'Université et du Parlement de Paris[4].
- Édouard V, roi d'Angleterre âgé de treize ans, et son jeune frère Richard de Shrewsbury sont enfermés le 25 juin 1483 à la Tour de Londres par leur oncle, Richard III. Ils ont probablement été assassinés, car aucun témoignage n'en parlera plus. Cette disparition trouble permettra à deux aventuriers, Perkin Warbeck et Lambert Simnel, d'affirmer être l'un le prince Richard, l'autre Édouard V, afin de tenter de prendre le pouvoir.

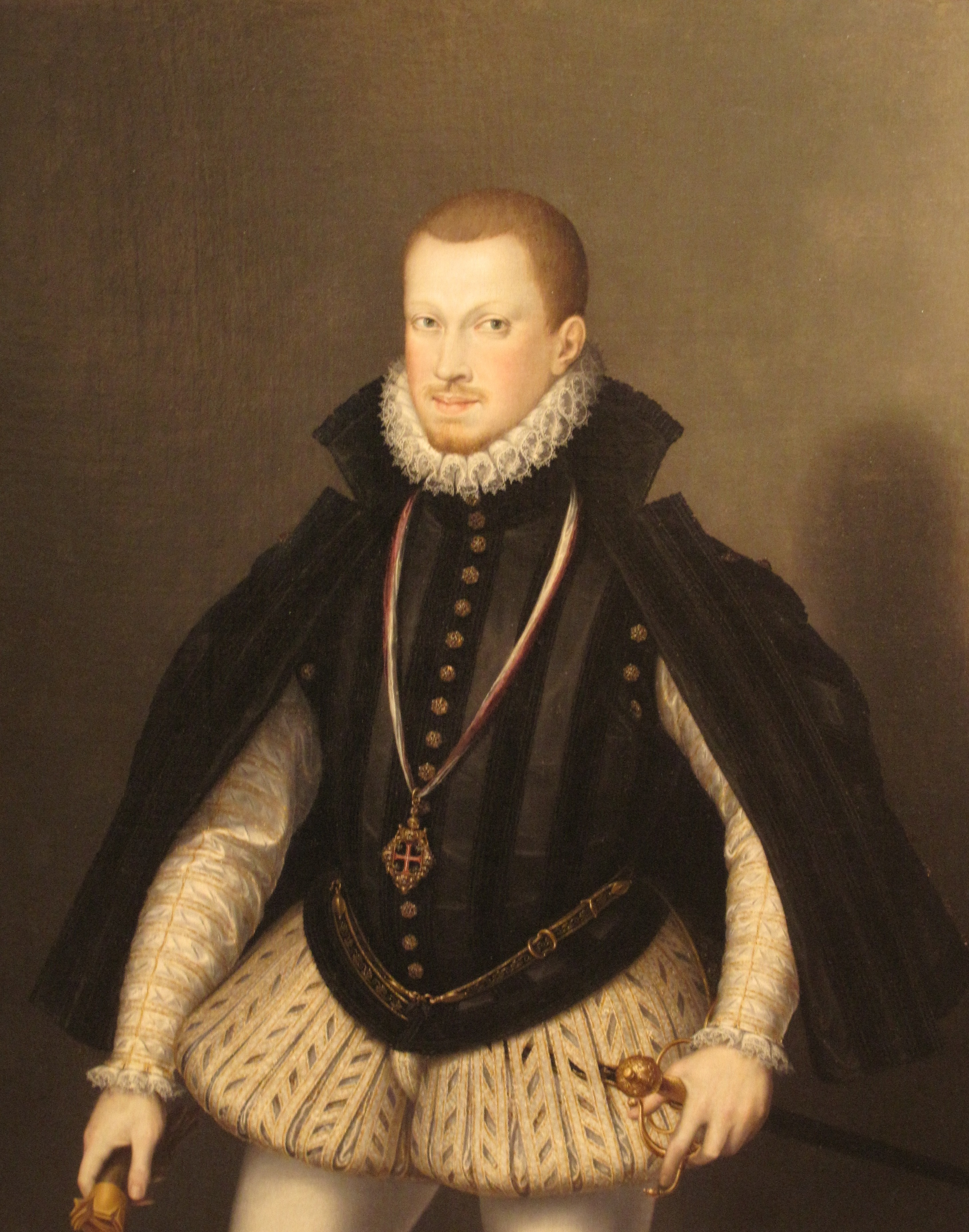
Portrait de Sébastien Ier de Portugal, 1575. Il devient le « roi dormant » après sa mort.

- À vingt-quatre ans et avec 16 000 soldats, Sébastien Ier de Portugal (1554-1578) décide de soumettre le Maroc. Le 4 août 1578, Sébastien est battu à la bataille d'Alcácer-Quibir (Ksar el-Kébir). Il a certainement été tué ou été fait prisonnier puis exécuté, puisque seulement soixante Portugais reviendront à Lisbonne. Faute de cadavre, beaucoup de Portugais estimèrent que le roi avait juste disparu. On se référa alors au « roi dormant » qui reviendrait au Portugal en cas de difficulté pour sauver le royaume[5]. Pendant ce que les Portugais considèrent comme l'« occupation espagnole », trois personnes prétendirent être le roi Sébastien. Le dernier, un Italien, fut pendu en 1619.
- Le tsarévitch Dimitri Ivanovitch (1582-1591) est le second fils survivant à son père, Ivan le Terrible. C'est son frère aîné, Fédor Ier, qui succède à leur père sur le trône, mais le pouvoir réel est aux mains de Boris Godounov. C'est peut-être lui qui le fait poignarder le 15 mai 1591, avant de se faire couronner tsar à la mort de Fédor Ier. Ce changement dynastique provoque le contexte favorable à l'apparition de plusieurs « faux-Dimitri » qui auraient survécu.
  - Le plus important sera Gregori Otrepiev, qui parviendra à se faire couronner tsar sous le nom de Dimitri II et succédera à Boris Godounov, grâce au soutien du roi de Pologne et au mécontentement populaire contre ce dernier. Couronné le 30 juillet 1605, il est assassiné le 17 mai 1606, principalement en raison de ses liens avec la Pologne.
  - Dès l'été 1607 un second imposteur apparaît : le second faux Dimitri. Il parvient rapidement à convaincre des Russes, des Polonais et des Cosaques de le suivre. La Moscovie se divise alors en deux : le Nord est partisan de Vassili, le Sud de Dimitri. Aucun n'est assez puissant pour renverser l'autre. Mais l'aventure tourne court, et le second faux-Dimitri est assassiné le 10 décembre 1610.
  - Un troisième « faux-Dimitri » apparaît à Ivangorod le 28 mars 1611. Avec une armée de cosaques, il ravage la région de Moscou avant d'être arrêté à Pskov le 18 mai 1612 puis exécuté.
- Pierre III de Russie (1728-1762), succédant à la tsarine Élisabeth Ire de Russie, est rapidement détesté par la cour et par le peuple en raison de ses sentiments pro-Prussiens et de son mépris pour la Russie. Sa femme, Catherine II la Grande, prend le pouvoir, assigne le tsar à résidence le 9 juillet 1762 et l'oblige à signer son acte d'abdication. Le 17 juillet 1762 il est assassiné dans des circonstances troubles par Alexeï Orlov et ses gardiens. Cette fin mystérieuse donnera naissance à de nombreuses légendes. Le cosaque Pougatchev, meneur de la dernière grande insurrection paysanne en Russie, de 1773 à 1774, prétendra être Pierre III en guerre contre Catherine II, l'usurpatrice allemande. Il en fut de même de Selivanov, grand maître de la secte des castrats.
- Louis XVII meurt dans la prison du Temple le 8 juin 1795, à l'âge de dix ans et après bientôt trois ans de captivité. Nombreux pourtant sont ceux qui doutent de cette disparition, et c'est bientôt une myriade de pseudo-dauphins qui se manifestent durant le XIXe siècle. Le plus célèbre d'entre eux reste Karl-Wilhelm Naundorff[6] (mort le 10 août 1845), qui réussit à convaincre plusieurs personnes qu'il est Louis XVII. Ses descendants ne cesseront de défendre sa cause, mais les récentes analyses ADN ont réduit à néant les prétentions des « survivantistes ». On peut aussi citer Jean-Marie Hervagault, le prétendu baron de Richemont, Charles de Navarre, dit Mathurin Bruneau, Bourlon, Fruchard, Marassin, Mèves, Junt, Eliézer Williams, Varney, Ligny de Luxembourg, Gruau, La Roche[7]…
- Michel Ney, maréchal d'Empire, dit « le brave des braves », est exécuté le 7 décembre 1815 à Paris, Place de l'Observatoire. Plusieurs années plus tard, un homme se réclamant de son identité est mort à Brownsville en Caroline du Nord en 1846. Il s'appelait Peter Stuart Ney, il enseignait le français, l'allemand, l'hébreu et les mathématiques. On dit qu'il tenta de se suicider à l'annonce de la mort de Napoléon et qu'il affirma être le maréchal d'Empire sur son lit de mort[8].
- Alexandre Ier de Russie meurt le 1er décembre 1825 à Taganrog au bord de la mer d'Azov. Dès l'annonce de sa mort, des doutes naissent en Russie, alimentés par le fait que de nombreuses personnes, défilant devant son cadavre, ne parviennent pas à le reconnaître. La rumeur s'installe alors, selon laquelle le tsar aurait simulé sa mort et se serait retiré loin des hommes, tandis qu'on lui substituait le cadavre d'un soldat lui ressemblant vaguement. Quelques années plus tard, en effet, un ermite du nom de Fiodor Kouzmitch fut reconnu par de nombreuses personnes comme étant Alexandre Ier : arrêté, fouetté puis déporté en Sibérie, il devint starets et mourut le 20 janvier 1864 à Tomsk, en Sibérie. Lorsque Alexandre III de Russie fit ouvrir le tombeau d'Alexandre Ier, afin de vérifier le bien-fondé des rumeurs de survie, le cercueil fut découvert vide…

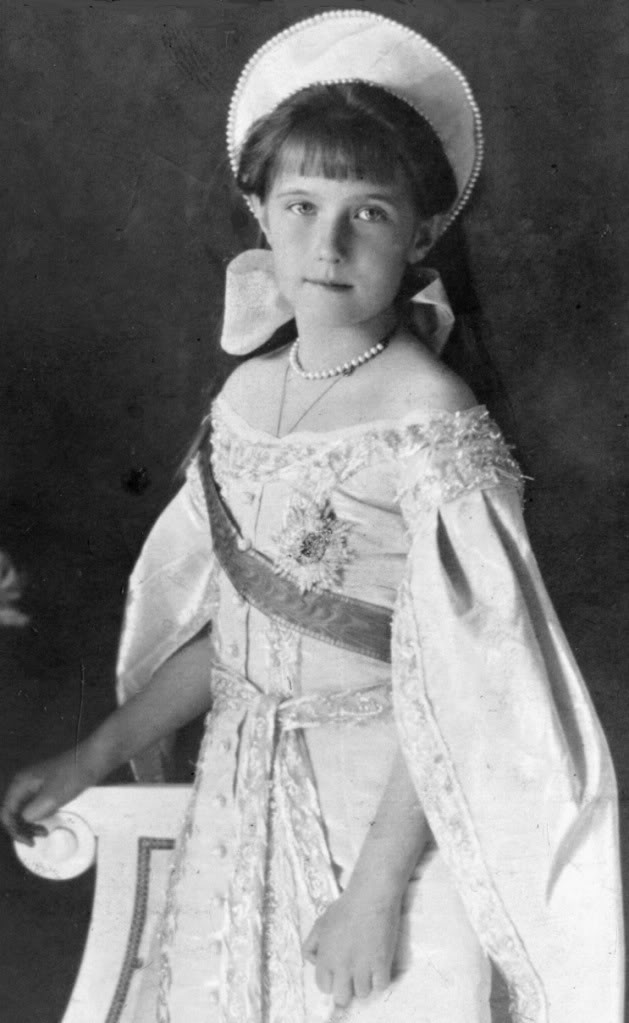
Anastasia, fille de Nicolas II. Selon la rumeur, elle aurait survécu au massacre de la famille impériale de Russie.

- Anastasia, fille du tsar Nicolas II de Russie, est assassinée avec toute la famille impériale dans la nuit du 16 au 17 juillet 1918 à Iekaterinbourg. Les zones d'ombre qui planèrent longtemps sur cette exécution ont pu rendre crédibles la rumeur selon laquelle une partie de la famille impériale aurait pu échapper à la tuerie. De nombreuses femmes ont prétendu, tout au long du XXe siècle, être la grande-duchesse Anastasia. Anna Anderson est la plus célèbre d'entre elles, avec Eugenia Smith. D'autres membres de la famille impériale, notamment Olga, ont pu également faire l'objet d'une rumeur de survie. Mais, en 2008, des tests ADN ont prouvé définitivement que toute la famille avait bien été exécutée à Iekaterinbourg.
- Adolf Hitler se suicide dans son bunker le 30 avril 1945. Nombre de rumeurs ont circulé sur la possibilité que Hitler ait survécu à la fin de la guerre, caché selon les uns en Amérique du Sud, selon d'autres en Angleterre. Le FBI a mené des enquêtes en ce sens jusqu’en 1956 sur des pistes plus ou moins sérieuses[9]. Un documentaire a été réalisé en 2015 sur ces rumeurs[10]. Des analyses poussées des restes dentaires conservés à Moscou, menées par deux experts français en 2018 ont permis de mettre un terme définitif à toute élucubration[11].
- John F. Kennedy aurait survécu à l'attentat de Dallas de 1963 : sa femme Jackie l'aurait fait transporter dans le coma dans l'île de Skorpios, appartenant à Aristote Onassis ; c'est du moins une rumeur du début des années 1970[12].
- Harold Holt (5 août 1908–17 décembre 1967) fut le dix-septième Premier ministre d'Australie en 1966. Son mandat s'acheva dramatiquement en décembre 1967, quand il disparut alors qu'il se baignait à Cheviot Beach près de Portsea, on suppose qu'il s'est noyé. Mais, en 1983, un journaliste britannique prétendit qu'il était un agent secret de la République populaire de Chine, et qu'il aurait été enlevé par un sous-marin chinois[13].
- John Thomson Stonehouse était un homme politique et ministre britannique. Quand ses vêtements furent découverts sur une plage de Miami le 20 novembre 1974 on conclut à un suicide, expliqué par ses problèmes financiers. En réalité, il avait simulé sa mort pour échapper à ses créanciers. Il fut arrêté en Australie, alors que les policiers le suspectaient d'être lord Duncan, un comte anglais recherché dans le monde entier pour le meurtre de Sandra Rivett. Ce cas authentique d'un faux-suicide orchestré par un individu voulant échapper au monde est précisément le phénomène sur lequel s'appuient souvent les rumeurs de survie.[réf. nécessaire]
- Parmi les sédévacantistes, groupe catholique marginal, certains estiment que Paul VI est vivant et qu'un sosie l'a remplacé à la tête du Vatican et est mort à sa place ; ils attendent son retour[14],[15],[16],[17].

### Vedettes du show business

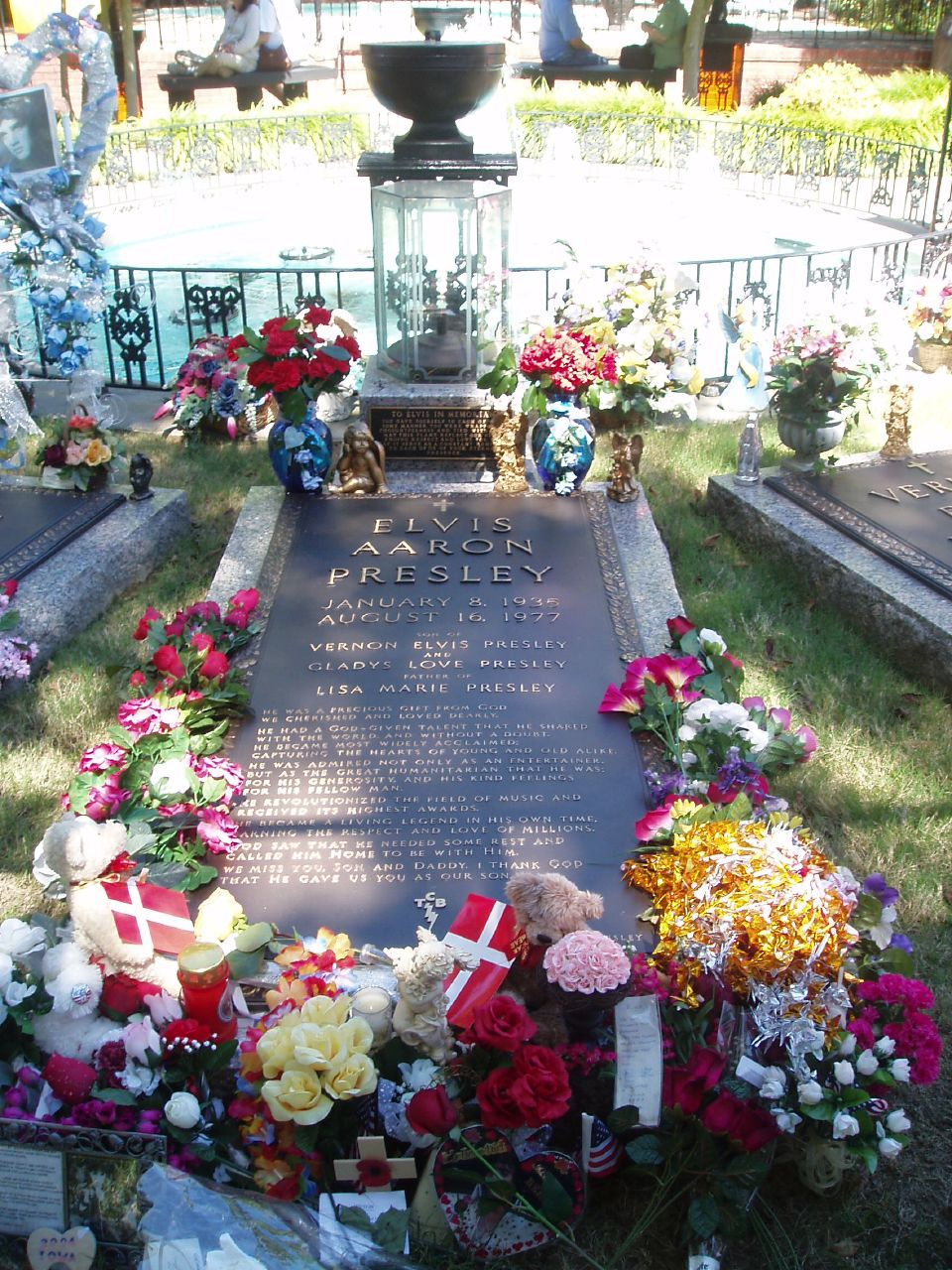
La tombe d'Elvis Presley en 2004.

- La rumeur a couru que James Dean a survécu à l'accident de sa Porsche 550 Spyder, le 30 septembre 1955. Soit qu'il fut maintenu en état de vie végétative dans un hôpital de l’Indiana, soit qu'il vécut par la suite caché, défiguré et paralysé, dans une ferme des environs de Los Angeles[18].
- Après la mort inattendue de Jim Morrison dans des circonstances troubles le 3 juillet 1971 à Paris, certains de ses fans ont préféré croire à un faux décès, organisé par le chanteur lui-même[19].
- Elvis Presley meurt le 16 août 1977 à Memphis, Tennessee, mais cette mort prématurée est intolérable pour ses fans, et certains veulent croire en une mise en scène orchestrée par le chanteur lui-même. De nombreux détails sont interprétés comme des « preuves » de la survie du « king ». L'importance de la littérature sur internet témoigne de la vivacité de cette croyance[20].
- Andy Kaufman est un humoriste américain mort d'un cancer des poumons le 16 mai 1984. Mais sa mort prématurée est régulièrement remise en question. Depuis le 20e anniversaire de la date de sa mort, une nouvelle rumeur de sa survie circule. Il est possible qu'il s'agisse d'un canular organisé par son frère[21].
- Le décès de Michael Jackson le 25 juin 2009 est un événement de choix pour l'apparition d'une nouvelle rumeur de survie. Star mondialement adulée, dont le décès est inattendu et prématuré, qui possède une fortune telle qu'elle lui permet d'organiser une manipulation : tous les ingrédients sont réunis pour l'apparition d'une nouvelle rumeur de survie. Et, en effet, les believers n'ont pas tardé à proclamer la survie de leur idole[22].

## Arts et culture populaire

### Littérature
- 1801 : Le Cimetière de la Madeleine, roman de Jean-Joseph Regnault-Warin, en partie basé sur les rumeurs de survie entourant le fils de Louis XVI.
- 1831 : Boris Godounov, tragédie d'Alexandre Pouchkine. L'œuvre met en scène Grégoire, le Faux Dimitri.

### Cinéma
- 1956 : Anastasia, film américain d'Anatole Litvak, avec Ingrid Bergman dans le rôle-titre. — 1997 : Anastasia, long-métrage d’animation américain de Don Bluth et Gary Goldman. – Basés sur la rumeur de survie d'Anastasia, fille de Nicolas II.
- 2002 : Bubba Ho-tep, film américain de Don Coscarelli. – Elvis Presley, toujours vivant, vit dans une maison de retraite et va devoir affronter une momie.